# Grinder

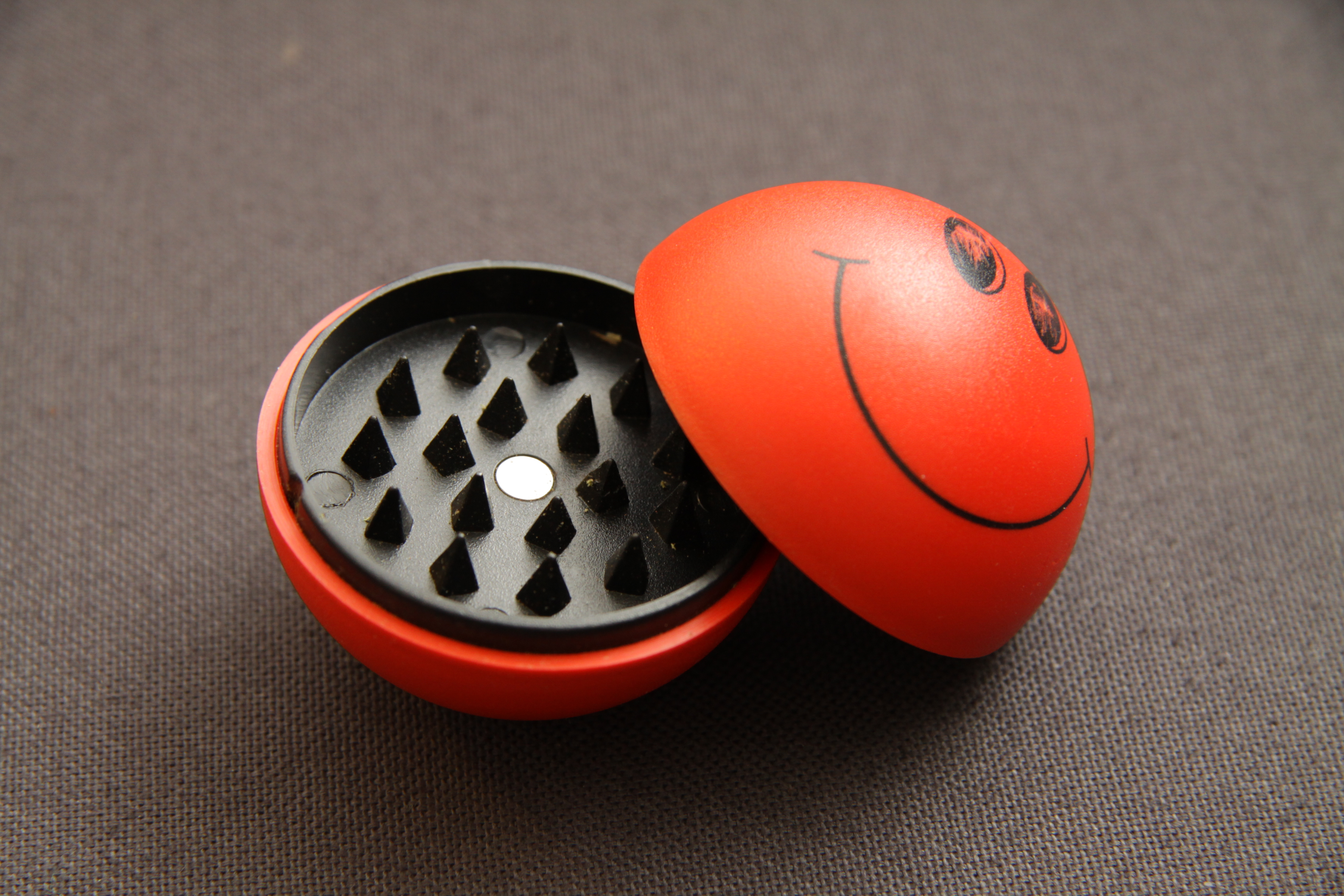
Grínder esférico

Un grinder (o bien grínder según las normas de la RAE) es una herramienta de pequeño tamaño, con forma generalmente cilíndrica, conformado por dos mitades que se separan y que en su interior tiene dientes afilados y alineados de tal manera que cuando se cierra y se giran, el material del interior se tritura. Los grinders se utilizan principalmente para «grindar» o moler cogollos de cannabis.
En Argentina, los grinders pueden ser llamados alternativamente picadores o, coloquialmente, picachus (por paronimia con el personaje Pikachu de Pokémon). En Uruguay, también se conocen como desmorrugadores.
Los grinders están hechos de metal, madera o plástico, y se venden en una amplia variedad de formas, tamaños y colores. Aun así, los más comunes son los que se parecen en forma y tamaño a un puck de hockey.
Los grinders también pueden usarse como molinillo para pulverizar todo tipo de hierbas aromáticas y especias secas usadas en cocina, y ese es el «verdadero» uso que defienden muchos de los fabricantes de grinders. No obstante, el principal mercado de los grinders está en los usuarios de cannabis, y se puede encontrar a la venta en grow shops, tabacaleras y otras tiendas destinadas a artículos para fumar.